# 非芳香性
非芳香性（英文：nonaromaticity）是指环状多烯的稳定性与开链多烯相近。环辛四烯具有典型的非芳香性，它有4n个π电子，但不是反芳香性的。因为其中的碳原子不在同一平面内，π电子不能离域。